# ارس همالیایی
ارس همالیایی (نام علمی: Juniperus squamata) نام یک گونه از سرده ارس است.